# Арсениев (град)
Вижте пояснителната страница за други значения на Арсениев.
Арсениев (на руски: Арсеньев) е град в Приморски край, Русия. Намира се на 160 km северозападно от Владивосток, в подножието на хребета Сихоте Алин. Административен център е на Арсениевски район. Към 2016 г. има население от 53 083 души.

## История
Селището е създадено през 1902 г. при обединението на село Семьоновка с две съседни села. През 1938 г. получава статут на селище от градски тип, а през 1952 г. става град, като приема името на руския изследовател Владимир Арсениев – Арсениевка.

## Икономика
Основните промишлени отрасли в града са машиностроенето и производството на авиационна техника, в частност – вертолети. Икономическото положение на града зависи пряко от тези дейности.